# Rok Leber
Rok Leber (* 29. April 1992 in Maribor) ist ein slowenischer Eishockeyspieler, der seit 2016 beim HK Celje in der slowenischen Eishockeyliga unter Vertrag steht und mit dem Klub seit 2017 in der International Hockey League spielt.

## Karriere
Rok Leber stammt aus dem Nachwuchs des HDK Maribor, für dessen zweite Mannschaft er in der Spielzeit 2008/09 in der slowenischen Liga debütierte. Anschließend zog es ihn nach Schweden, wo er zwei Jahre bei den Lidingö Vikings – zunächst in der U18, mit der aus der Division 1 in die U18 Elit aufstieg, und dann in der Herren-Mannschaft in der Division 2, der vierthöchsten Spielklasse des Landes – aktiv war. Die Saison 2011/12 verbrachte er in Jönköping, wo er mit dem HV71 in der J20 SuperElit den schwedischen Vizemeistertitel der U20-Altersklasse errang. Anschließend wechselte er zum IK Pantern aus Malmö, für den er in der Division 1 auf dem Eis stand. Zum Jahreswechsel 2013/14 kehrte Leber nach Slowenien zurück und schloss sich dem slowenischen Rekordmeister HDD Olimpija Ljubljana an, für den er in der Österreichischen Eishockey-Liga spielt. In der Playoff-Phase spielte er für Olimpija auch in der slowenischen Liga und wurde so 2014 erstmals slowenischer Meister. Nachdem er die Spielzeit 2015/16 beim Mörrums GoIS IK in der Hockeyettan, der dritthöchsten schwedischen Spielklasse, verbracht hatte, kehrte er nach Slowenien zurück, wo er nunmehr für den HK Celje wieder in der slowenischen Eishockeyliga und seit 2017 auch in der International Hockey League spielt.

### International
Im Juniorenbereich spielte Leber für Slowenien bei den U18-Weltmeisterschaften 2009 und 2010, als er als Topscorer und Torschützenkönig des Turniers auch zum besten Spieler seiner Mannschaft gewählt wurde, in der Division II sowie bei den U20-Weltmeisterschaften 2011 und 2012 in der Division I.
Mit der slowenischen Herren-Nationalmannschaft nahm er erstmals an der Weltmeisterschaft 2014 in der Division I teil, als ihm mit seinem Team der Aufstieg in die Top-Division gelang.

## Erfolge und Auszeichnungen
- 2010 Aufstieg in die U18 Elit mit den Lidingö Vikings
- 2010 Aufstieg in die Division I bei der U18-Weltmeisterschaft der Division II, Gruppe B
- 2010 Topscorer und Torschützenkönig bei der U18-Weltmeisterschaft der Division II, Gruppe B
- 2012 Schwedischer U20-Vizemeister mit dem HV71
- 2014 Slowenischer Meister mit dem HDD Olimpija Ljubljana
- 2014 Aufstieg in die Top-Division bei der Weltmeisterschaft der Division I, Gruppe A

## Karrierestatistik
Bei den für die Spielzeit 2015/16 aufgeführten Playoff-Spielen handelte es sich um Relegationsspiele gegen den Abstieg aus der Hockeyettan.